# 胡尔斯科霍
47°57′17″N 35°1′49″E / 47.95472°N 35.03028°E
胡爾斯科霍（烏克蘭語：Гурського）是位於烏克蘭東南部的村莊，由扎波羅熱州扎波羅熱区的希羅凱市鎮負責管轄。該村始建於1928年，面積0.4平方公里，海拔高度88米，2001年人口6，人口密度每平方公里15人。